# Mount Forbes
Der Mount Forbes ist mit 3617 m (nach anderen Quellen 3612 m) Höhe der achthöchste Berg in den kanadischen Rocky Mountains. Er befindet sich 18 km südwestlich des Saskatchewan River im Banff-Nationalpark, wo er der höchste Berg ist. James Hector benannte ihn 1859 nach Edward Forbes. 
1902 erfolgte die Erstbesteigung durch J. Norman Collie, James Outram, Hugh E.M. Stutfield, George M. Weed, Herman Woolley mit dem Bergführer Christian Kaufmann.